# Sam Gullberg
Sam Gullberg, Gustav Samuel Gullberg, född 24 maj 1909 i Tomelilla, Tryde församling i dåvarande Kristianstads län, död 25 oktober 1943 i Enskede, var en svensk författare, sångare, musiker, kompositör, redaktör och översättare. Han skrev ungdomsböcker under pseudonymen  Frank Th Essell.
Sam Gullberg föddes i Tomelilla i Skåne. Hans föräldrar var bildhuggaren och gravören Oscar W Gullberg och Hilma Gullberg. De var medlemmar i baptistförsamlingen på orten. I tonåren bildade Sam Gullberg en egen orkester som spelade på kristna möten.
Gullberg kom till Stockholm och blev musikledare i Södermalms fria församling, han började komponera egna sånger och gav ut sånghäften vid namn ”Hjärtetoner”. På 1930-talet bildade han tillsammans med bland andra Walter Erixon den kristna musikgruppen Jubelkvartetten som i olika konstellationer var verksam ända in på 1990-talet.
Gullbergs sång "I min mästares hand synas skärvor..." är publicerad i senaste upplagan av Pingströrelsens sångbok Segertoner under nummer 604. Musiken till denna sång har Walter Erixon komponerat.
Sam Gullberg var redaktör och ansvarig utgivare för tidskriften Tidning för hemmet och familjen från 1937 till 1939.
Han var från 1932 gift med Carin Maria Persson (1909–1960). Makarna Gullberg är begravda på Sandsborgskyrkogården i Stockholm.